# Zeta Sagittarii
Zeta Sagittarii (ζ Sagittarii, viết tắt là Zeta Sgr, ζ Sgr) là một hệ ba sao và là ngôi sao sáng thứ ba trong chòm sao Nhân Mã. Dựa trên các phép đo thị sai, nó cách khoảng 88 ly (27 pc) tính từ Mặt Trời.
Ba ngôi sao tạo nên hệ sao này bao gồm Zeta Sagittarii A (chính thức đặt tên là Ascella /əˈsɛlə/, cũng là tên truyền thống cho toàn bộ hệ sao), Zeta Sagittarii B, chúng tạo thành một cặp sao đôi, và một ngôi sao đồng hành nhỏ hơn là Zeta Sagittarii C.

## Danh pháp
ζ Sagittarii (được Latin hóa thành Zeta Sagittarii) là tên gọi Bayer của hệ sao. Định danh của các ngôi sao trong số chúng là ζ Sagittarii A, ζ Sagittarii B và ζ Sagittarii C xuất phát từ quy ước được Danh lục Bội số Washington (WMC) sử dụng cho hệ nhiều sao và được Hiệp hội Thiên văn Quốc tế (IAU) thông qua.
Nó mang tên Ascella truyền thống, từ một từ trong tiếng Latinh muộn có nghĩa là nách. Trong danh lục sao trong Calendarium của Al Achsasi al Mouakket, ngôi sao này được định danh là Thalath al Sadirah, được dịch sang tiếng Latin là Tertia τού al Sadirah, có nghĩa là con đà điểu quay về thứ ba. Vào năm 2016, Hiệp hội Thiên văn Quốc tế đã tổ chức một Nhóm Công tác về Tên Sao (WGSN) để lập danh lục và chuẩn hóa tên gọi chính xác cho các ngôi sao. WGSN quyết định gán tên chính xác cho từng ngôi sao thay vì cho toàn bộ hệ nhiều sao. Nhóm này đã phê duyệt tên Ascella cho sao thành phần Zeta Sagittarii A vào ngày 12 tháng 9 năm 2016 và hiện tại nó đã được đưa vào Danh sách Tên Sao được IAU phê duyệt.
Sao này, cùng với Gamma Sagittarii, Delta Sagittarii, Epsilon Sagittarii, Lambda Sagittarii, Sigma Sagittarii, Tau Sagittarii và Phi Sagittarii tạo thành khoảnh sao mà người phương Tây gọi là Ấm Trà (Teapot).
Trong thiên văn học Trung Quốc, 斗 (Dǒu, Đẩu) là một cụm sao trong Sao Đẩu, dùng để chỉ một khoảnh sao bao gồm 6 sao là Zeta Sagittarii, Phi Sagittarii, Lambda Sagittarii, Mu Sagittarii, Sigma Sagittarii và Tau Sagittarii. Do đó, tên tiếng Trung của Zeta Sagittarii là 斗宿一  (Dǒu Sù yī, Đẩu Tú nhất).

## Tính chất
Zeta Sagittarii có cấp sao biểu kiến tổ hợp là +2,59. Nó đang di chuyển ra xa khỏi hệ Mặt Trời với vận tốc xuyên tâm là 22 km s−1, và khoảng 1,0-1,4 triệu năm trước nó xuất hiện ở khoảng cách trong vòng 7,5 ± 1,8 ly (2,30 ± 0,55 pc) từ Mặt Trời.
Hai thành phần Zeta Sagittarii A và B quay quanh nhau với chu kỳ quỹ đạo 21 năm và độ lệch tâm là 0,211. Khối lượng tổ hợp của cặp sao đôi là 5,26 ± 0,37 lần khối lượng của Mặt Trời và phân loại sao kết hợp của chúng là A2,5 Va. Zeta Sagittarii A là một sao khổng lồ lớp phổ A2 với cấp sao biểu kiến là 3,27, còn Zeta Sagittarii B là một sao gần mức khổng lồ A4 với cấp sao biểu kiến là 3,48. Cặp sao này có độ chia tách trung bình là 13,4 AU.
Cặp sao đôi này có một sao đồng hành mờ nhạt, là Zeta Sagittarii C có cấp sao khoảng 10, cách cặp sao A + B khoảng 75 giây cung.